# فیل کرازبی (بازیکن فوتبال)
فیل کرازبی (انگلیسی: Phil Crosby؛ زادهٔ ۹ نوامبر ۱۹۶۲) بازیکن فوتبال اهل بریتانیا است.
از باشگاه‌هایی که در آن بازی کرده‌است می‌توان به باشگاه فوتبال پیتربورو یونایتد، باشگاه فوتبال گریمزبی تاون، باشگاه فوتبال یورک سیتی، و باشگاه فوتبال روترهام یونایتد اشاره کرد.